# Цивильск (Михайловское сельское поселение)
Циви́льск (чув. Ҫӗрпӳ) — станция в Цивильском районе Чувашской Республики. Входит в состав Михайловского сельского поселения.

## География
Находится в северной части Чувашии на расстоянии приблизительно 6 км на юго-запад по прямой от районного центра города Цивильск у железнодорожной линии Канаш — Чебоксары.

## История
Образована в 1938 в связи со строительством железной дороги Канаш — Чебоксары. В 1939 году учтен 51 житель, в 1979—142. В 2002 году было 20 дворов, в 2010 — 14 домохозяйств.

## Население
Постоянное население составляло 58 человек (чуваши 93 %) в 2002 году, 38 в 2010.